# Přírodní národy
Přírodní národy je označení pro národy jež jsou chápány jako protiklad národů civilizovaných, též označované jako národy primitivní, tradiční, exotické, mimoevropské, archaické, neznalé písma či nehistorické. Termín se do jisté míry překrývá s výrazy domorodci nebo čtvrtý svět, případně pejorativními označeními jako divoši či barbaři. Koncept přírodního národa se počal vyvíjet s evropským objevem Ameriky v raném novověku a na důležitosti nabyl v 19. století jako vyjádření opozice mezi přírodou a civilizací či kulturou a mezi původním a umělým. Čeština převzala termín přírodní národy z německého Naturvölker a poprvé byl užit Josefem Čapkem v roce 1938 v jeho díle Umění přírodních národů. Na počátku 21. století lze takzvané přírodní národy nalézt jen na několika místech planety: v Amazonii, na Nové Guineji a v některých částech Afriky a Austrálie.
Antropologie na počátku 21. století jej však už neužívá a hledání národů nedotčených civilizací či kulturou již vzdala, jelikož mezi původním a umělým není zpravidla možné odlišit. Přesto antropolog Zdeněk Justoň definuje přírodní národy následujícími třemi rysy, přičemž mezi ně zahrnuje lovce a sběrače i původní zemědělce provozující kopaničářství:
- jejich schopnosti zásahu do přírodního prostředí jsou natolik omezené že jejich sociální formy a ekonomické chování je jimi ve velké míře předurčováno
- možnosti akumulace statků jsou natolik omezené že jejich společnost je ekonomicky rovnostářská
- výrobní vztahy závisejí na příbuzenských vztazích či jsou s nimi totožné.

Antropolog Claude Lévi-Strauss poukazoval na důvěrnou obeznámenost s jejich přírodním prostředním a velkou pozornost jež mu věnují.
Koncept přírodních a kulturních národů odmítal marxistický etnolog Otakar Nahodil, jenž poukazoval na fakt, že všechny národy mají nějakou formu kultury. Tento pojem podle jeho názoru sloužil k ospravedlnění rasismu a kolonialismu. V marxistickém diskursu se namísto toho mluví o prvobytně pospolné společnosti.

## Primitivní společnost
Podobně jako se hovoří o přírodních národech se také, především v dílech raných antropologů, používá pojem primitivní národy či primitivní společnost, přičemž adjektivum primitivní vychází z latinského primitivus (prvotní, první svého druhu). V širším slova smyslu je primitivní společnost vymezována proti společnosti moderní, výraz primitivní je pak totožný s výrazem předmoderní. V užším slova smyslu jsou jako primitivní společnosti chápány takové jejichž společenské vztahy jsou založeny především na příbuzenství, vyznačují se používáním jednoduchých technologií a pomalým tempem společenských změn, a které postrádají státní organizaci a písmo.
Podobně se také mluví o primitivním náboženství nebo primitivním umění.